# مكتب التنوع النباتي المجتمعي
مكتب التنوع النباتي المجتمعي Community Plant Variety Office ( CPVO ) هو وكالة تابعة للاتحاد الأوروبي، ويقع مقره في منطقة أنجيه في فرنسا. تأسس عام 1994. وتتمثل مهمتها في إدارة نظام حقوق الأصناف النباتية، المعروف أيضًا باسم حقوق مربي النباتات، وهو شكل من أشكال حقوق الملكية الفكرية المتعلقة بالنباتات. يدير مكتب التنوع النباتي المجتمعي أكبر نظام لحقوق الأنواع النباتية في العالم. منذ إنشاءه عام 1995، تلقى المكتب أكثر من 61000، منح منها أكثر من 47000 طلبًا، مع أكثر من 25000 عنوان ساري المفعول حاليًا. 

## حقوق نباتات المجتمع
تسمح حقوق الأنواع النباتية لمربي النباتات بحماية الأصناف أو أنواع النباتات الجديدة. تم إنشاء المكتب لتشجيع إنشاء أنواع نباتية جديدة في الاتحاد الأوروبي، من خلال توفير حماية أفضل للملكية الفكرية لمربي النباتات. يمنح حق التنوع النباتي للمجتمع صاحب هذا الحق حقًا حصريًا في تسويق الصنف المحمي داخل أراضي الاتحاد الأوروبي. سجل المجتمع PVR صالح لمدة 25 إلى 30 سنة.

### إعفاء المربيين
يضمن إعفاء المربين السماح لأي شخص باستخدام الأصناف المحمية (PVR) كأساس لإنشاء أصناف جديدة. يوجد إعفاء المربين لضمان توازن PVR والحاجة إلى مكافأة المربين على عملهم مع الحاجة إلى أصناف جديدة وأفضل للوصول إلى المستهلك وإفادة المستهلك في أسرع وقت ممكن. كما يضمن استمرار إنتاج أصناف جديدة حيث يحتاج المربون إلى الوصول إلى أكبر قدر ممكن من الموارد الجينية، بما في ذلك الأصناف المحمية، من أجل إنشاء أصناف جديدة.

### الطلبات

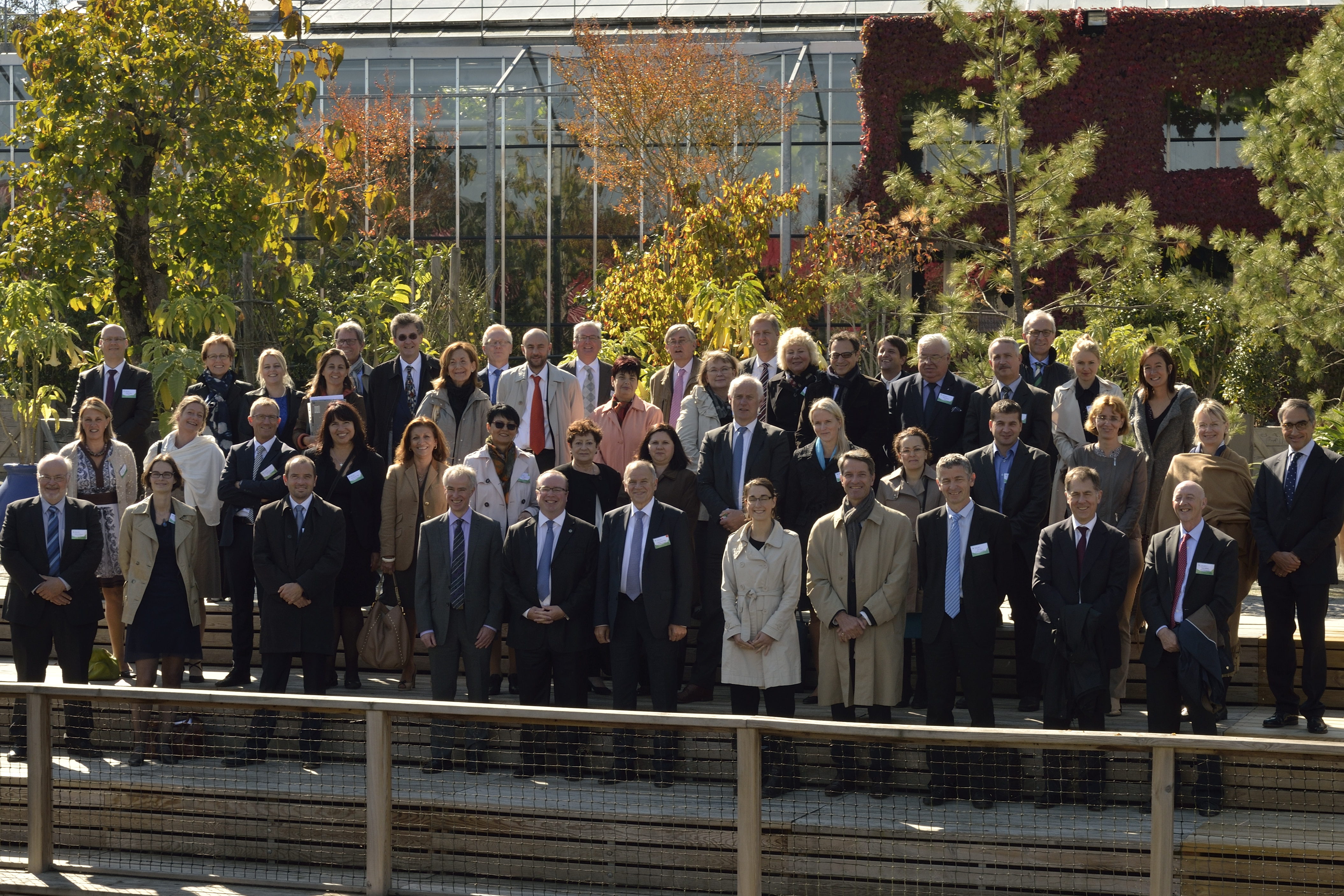
مجلس إدارة CPVO مع المفوض الأوروبي، Vytenis Andriukaitis. (2015)

يعني نظام مكتب التنوع النباتي المجتمعي لحماية PVR أنه يلزم تقديم طلب واحد فقط (مباشرة إلى المكتب) من أجل الحصول على حماية واسعة من الاتحاد الأوروبي. قبل تقديمه، كانت الحماية الواسعة للاتحاد الأوروبي ممكنة فقط من خلال الحصول على حقوق الأنواع النباتية الوطنية من الدول الأعضاء الفردية. هذا الخيار لا يزال موجودا اليوم.
كجزء من إجراءات التقديم، يتم اختبار كل نوع مرشح من قبل مكتب الفحص. تقع مكاتب الامتحانات في الدول الأعضاء، حيث يتم تشغيلها من قبل خبراء وطنيين. تحدد مكاتب الفحص ما إذا كان الصنف مميزًا وموحدًا ومستقرًا - وهذا ما يسمى باختبار DUS. لا يمتلك CPVO أي بنية تحتية تقنية. يتم استخدام نتائج اختبارات DUS من قبل المكتب عند اتخاذ قرار منح أو رفض طلب PVR.

## التنظيم

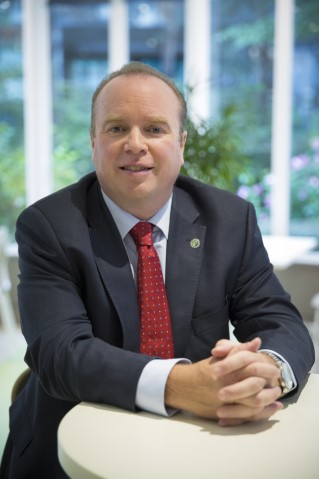
مارتن إكفاد، رئيس مكتب التنوع النباتي المجتمعي(2015)

يقع مقر المكتب في أنجيه في فرنسا، وقد تم إنشاءه بموجب لائحة المجلس 2100/94 ويعمل منذ 27 أبريل 1995. المكتب ممول ذاتيًا بالكامل. ولا يأخذ من ولا يساهم في ميزانية الاتحاد الأوروبي. يتم اشتقاق ميزانية المكتب بشكل أساسي من رسوم تطبيق PVR التي يدفعها المربون الذين يرغبون في حماية إبداعاتهم.
• الرئيس. مسؤول عن تشغيل المكتب والوظائف التشريعية وجميع الجوانب التشغيلية. يتم تعيينه من قبل مجلس الاتحاد الأوروبي. الرئيس الحالي هو مارتن إكفاد، عين عام 2011. في الماضي، شغل منصب رئيس الوحدة القانونية للمكتب من 2003 إلى 2011.
• المجلس الإداري. يشرف على المكتب. وهي تتألف من ممثلين عن 28 دولة عضو وممثلين عن المفوضية الأوروبية ومنظمات مراقبة. وهي أيضًا سلطة الميزانية الخاصة بـ CPVO وتعتمد جدول العمل السنوي للمسؤوليات.
• مكتب الاختبارات. يقومون بإجراء دراسات DHS للتطبيقات المقابلة.

## الروابط الخارجية
- مكتب الأصناف النباتية المجتمعية